# Kasteel 't Hooge

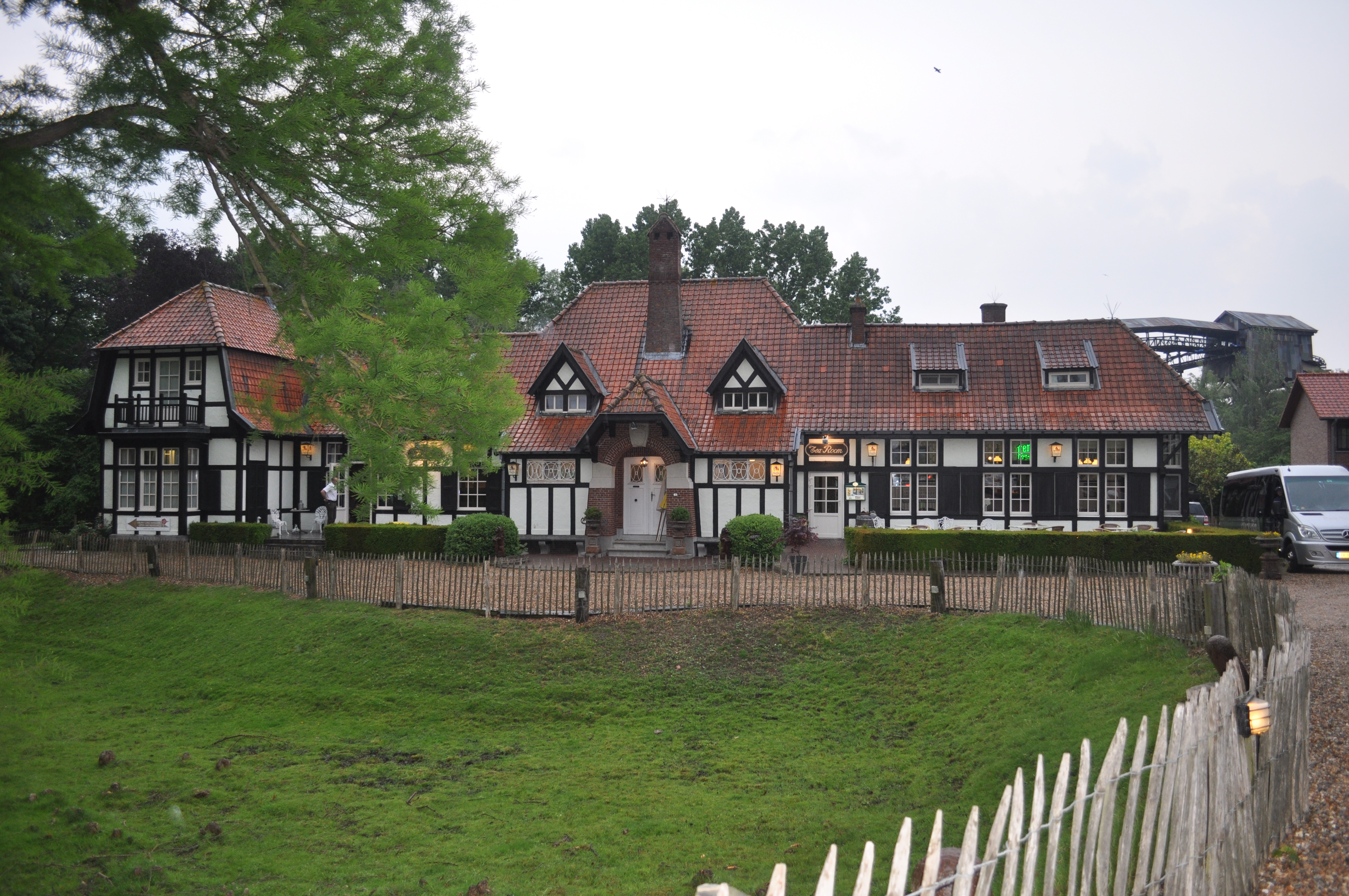
Kasteel 't Hooge

Kasteel 't Hooge (ook: Kasteel 't Hoge) is een kasteel in het gehucht 't Hooge dat deel uitmaakt van de tot de West-Vlaamse gemeente Ieper behorende plaats Zillebeke, gelegen aan Meenseweg 481-483.

## Geschiedenis
In het laatste kwart van de 15e eeuw werd hier, door de prins de Rubempré, een jachtpaviljoen gebouwd. Toen de steenweg van Ieper via Menen naar Kortrijk werd aangelegd, in de 2e helft van de 18e eeuw, werd het paviljoen vervangen door een kasteel in classicistische stijl. Er kwam een kapel, in het kasteelpark werd de Bellewaerdevijver aangelegd. Er kwamen paviljoentjes, een doolhof, een boomgaard en tennisbanen. Ook kwam er een omgrachte kasteelhoeve, eveneens Bellewaerde genaamd.
In 1896 werd het kasteel uitgebreid met werkplaatsen, een serre, een oranjerie en een huis voor kunstenaars.
Tijdens de Eerste Wereldoorlog werd het kasteel bezet door achtereenvolgens Britse, Franse en Duitse troepen, om in 1915 totaal verwoest te worden, onder meer door mijnkraters.
In 1920 werd een voorlopig kasteel gebouwd aan de Meenseweg, ten zuiden van het oorspronkelijke kasteel, met het plan om later een definitief kasteel te bouwen op de oorspronkelijke plaats. Dit plan werd echter nooit uitgevoerd.

## Gebouw
Het huidige kasteel is feitelijk een groot herenhuis, gelegen in een park met vijvers. Deze vijvers waren oorspronkelijk bomtrechters. Het werd gebouwd in een soort cottagestijl en de architect was Adolphe Puissant.
Naast het huis zijn nog enkele dienstgebouwtjes te vinden, deels in eenzelfde stijl.